# Sorradile
Sorradile (en sard, Sorradile) és un municipi italià, dins de la província d'Oristany. L'any 2007 tenia 497 habitants. Es troba a la regió de Barigadu. Limita amb els municipis d'Ardauli, Bidonì, Ghilarza, Nughedu Santa Vittoria, Olzai (NU), Sedilo i Tadasuni.

## Administració
| Període | Identitat      | Partit        |
| ------- | -------------- | ------------- |
| 2005-   | Celestino Zara | Llista cívica |